# Toppnant

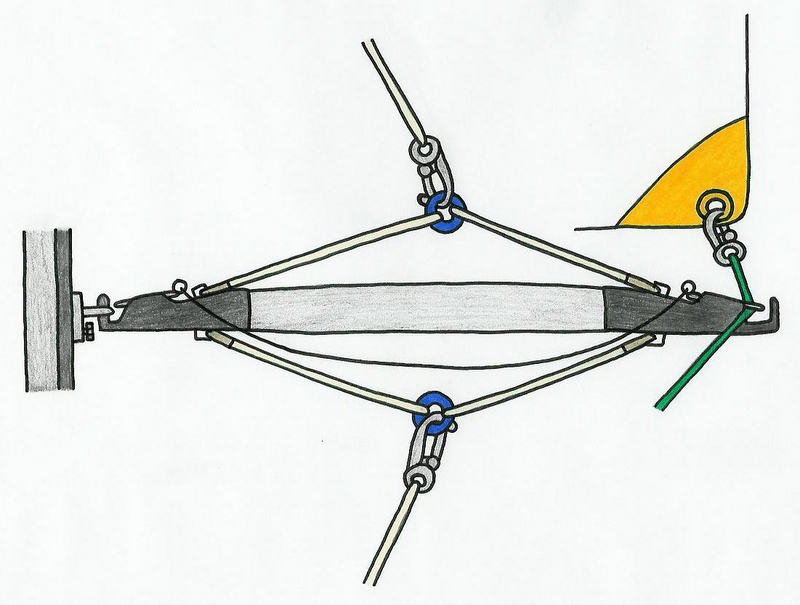
Gesetzter symmetrischer Spibaum; links: Anschlag am Mast; Mitte: Toppnant und Niederholer (mittels Hahnepot angebracht); rechts: eingeklinkte Luvschot (Achterholer) mit Schothorn des Spinnakers

Als Toppnant wird ein Tau bezeichnet, mit welchem die  Rah eines Rahseglers waagerecht ausgerichtet wird. Sind die Topnanten beweglich, kann mit ihnen bei Krängung, also einer Schräglage des Schiffes, die Rah parallel zur Wasseroberfläche ausgerichtet werden oder beim Anlegen im Hafen die Rah "gedumpt", also schräg gestellt werden, um die Breite des Schiffes zu reduzieren und Kollisionen mit Rahen anderer Schiffe oder landseitiger Bebauung zu verhindern. Er führt vom Mast zum Ende der Rah, der Rahnock.
Im Segelsport bezeichnet Toppnant jedoch die Leine, die den Spinnakerbaum trägt, d. h. nach oben hält. Gemeinsam mit dem gegenläufigen sogenannten „Niederholer“ wird der Spinnakerbaum in seiner etwa horizontalen Lage fixiert. Durch gemeinsames Verstellen von Toppnant und Niederholer kann die Stellung des Spinnakerbaums verändert und der Spinnaker dadurch getrimmt werden.